# Награде Јуси
Награде Јуси (енгл. Jussi Awards) су финске главне, националне награде филмске индустрије, које се додељују сваке године у знак признања достигнућа редитеља, глумаца и писаца почев од 1944. године.

## Историја
Прва церемонија доделе Јуси награда одржана је 16. новембра 1944. у ресторану Адлон у Хелсинкију. Награда је једна од најстаријих филмских награда у Европи. 
Првобитно планирано име за награду је било Аино, али је Јуси на крају победио. Име потиче од лика у филмовима Pohjalaisia из 1924. и 1936. године.
Награде је првобитно организовала организација Elokuvajournalistit, али је задатак почетком 1960-их пренет на организацију Filmiaura, коју чини око 300 чланова који раде у финској филмској индустрији. Због контроверзи око трансфера, 1960. и 1961. године нису уручене награде.

## Опис
Наградни трофеј је гипсана статуета која приказује стојећег човека са шеширом, заснована на лику Јусија у поменутим филмовима. Дизајнирао га је вајар Бен Ренвал. Модерно их ручно израђује Ренвалов син Сепо Ренвал.

## Категорије
Све победнике, осим у категорији јавних фаворита, бира Filmiaura, удружење од око 260 филмских професионалаца, на затвореном гласању. Категорије су:
- Најбољи филм
- Најбољи режисер
- Најбољи глумац
- најбоља глумица
- Најбољи споредни глумац
- Најбоља споредна глумица
- Најбољи сценарио
- Најбоља кинематографија
- Најбоља оригинална музика
- Најбоља монтажа
- Најбољи дизајн звука
- Најбољи дизајн продукције
- Најбољи костимографски дизајн
- Најбољи документарни филм
- Најбоља шминка
- Најбољи кратки филм